# Meskiana (distrito)
Meskiana é um distrito localizado na província de Oum El Bouaghi, Argélia, e cuja capital é a cidade homônima. A população total do distrito era de 35 407 habitantes, em 2008.[carece de fontes?]

## Comunas
O distrito está dividido em quatro comunas:
- Meskiana
- Behir Chergui
- El Belala
- Rahia